# Борятино (Омская область)
Борятино — деревня в Любинском районе Омской области. В составе Пролетарского сельского поселения.

## История
Основана в 1895 году. В 1928 году посёлок Барятинский состоял из 78 хозяйств, основное население — русские. В составе Балашевского сельсовета Любинского района Омского округа Сибирского края.

## Население
| 2010 |
| ---- |
| 116  |